# Interpretazioni di 2001: Odissea nello spazio
Dalla sua prima nel 1968, 2001: Odissea nello spazio è stato analizzato e interpretato da molte persone: da critici cinematografici professionisti a scrittori dilettanti e appassionati di fantascienza. Il regista del film, Stanley Kubrick, e lo scrittore, Arthur C. Clarke, volevano lasciare il film aperto a interpretazioni filosofiche e allegoriche, presentando intenzionalmente le sequenze finali del film senza che il filo narrativo alla sua base fosse evidente; un concetto illustrato dal fotogramma finale del film, che contiene l'immagine di un embrionale "Bambino delle stelle".

## Apertura all'interpretazione
Kubrick incoraggiò le persone a esplorare le proprie interpretazioni della pellicola e rifiutò di offrire una spiegazione di "ciò che è veramente accaduto" nel film, preferendo invece lasciare abbracciare al pubblico le proprie idee e teorie. In un'intervista del 1968, Kubrick affermò:
(Stanley Kubrick)
Nessuno dei due creatori ha equiparato l'apertura all'interpretazione con l'insensatezza, nonostante possa sembrare che Clarke abbia insinuato ciò quando ha affermato, poco dopo l'uscita del film, "Se qualcuno lo comprende dopo la prima visione abbiamo fallito nel nostro intento".
Quando seppe del commento Kubrick disse "Credo che lo abbia detto scherzosamente. La vera natura dell'esperienza visiva in 2001 è dare allo spettatore una reazione istantanea, viscerale che non richiede — e non dovrebbe — una maggiore amplificazione." Dopo avere saputo che Kubrick aveva considerato il suo commento "scherzoso" Clarke rispose:
(Arthur C. Clark)
In una discussione successiva sul film con Joseph Gelmis, Kubrick disse che il suo principale obiettivo era quello di evitare la "formulazione verbale intellettuale" e raggiungere "il subconscio dello spettatore". Disse che non aveva volutamente cercato ostinatamente l'ambiguità, che fu semplicemente un risultato inevitabile del fare un film non-verbale, nonostante abbia riconosciuto che questa ambiguità sia stata un bene inestimabile per il film. Era disposto quindi a dare una abbastanza onesta spiegazione della trama per quanto riguarda quello che lui ha chiamato il "livello più semplice", ma non lo era a discutere dell'interpretazione metafisica del film che sentiva di dovere lasciare allo spettatore individuale.

## Il romanzo di Clarke come spiegazione
L'omonimo romanzo di Arthur C. Clarke venne sviluppato contemporaneamente al film, nonostante sia stato pubblicato dopo la sua uscita. Esso sembra spiegare il finale del film in modo più chiaro. Il romanzo di Clarke identifica chiaramente il monolite come un oggetto creato da una razza aliena che è passata attraverso molti anni di evoluzione, partendo dalle forme organiche, attraverso le biomeccaniche e infine ha raggiunto uno stato di pura energia. Questi alieni attraversano il cosmo aiutando le specie minori nel compiere i passi dell'evoluzione. Il romanzo spiega la sequenza della stanza d'albergo come una specie di zoo alieno — fabbricato dalle informazioni derivate dalle trasmissioni televisive intercettate dalla Terra — nelle quali Dave Bowman viene studiato dalle entità aliene invisibili. Il film di Kubrick lascia tutto ciò inespresso.
Il fisico Freeman Dyson incoraggia quelli confusi dal film a leggere il romanzo di Clarke:
Clarke stesso era solito suggerire di leggere il libro, dicendo "Dico sempre alla gente: 'Leggete il libro, vedete il film e ripetete la dose quanto è necessario'", nonostante, come indica il suo biografo Neil McAleer, egli stesse promuovendo le vendite del suo libro al tempo. Altrove disse: "Troverete la mia interpretazione nel romanzo; non è necessariamente quella di Kubrick. Né la sua è necessariamente quella 'giusta' – qualsiasi cosa voglia dire".
Il critico cinematografico Penelope Houston notò nel 1971 che il romanzo differisce in molti fattori chiave rispetto al film e per questo forse non dovrebbe essere ritenuto un passepartout per aprirlo.
Stanley Kubrick era meno incline a citare il libro come una definitiva interpretazione del film, ma di frequente rifiutava di discutere di qualsiasi possibile significato più profondo durante le interviste.
L'autore Vincent LoBrutto, in Stanley Kubrick: A Biography, è propenso a notare le differenze creative che portano a una separazione di significato per il libro e il film.

## Interpretazioni religiose
In un'intervista per la rivista Rolling Stone Kubrick disse "Sul livello psicologico più profondo la trama del film simboleggia la ricerca di Dio e alla fine postula ciò che è poco meno di una definizione scientifica di Dio [...] Il film ruota attorno a questa concezione metafisica e gli strumenti realistici e i sentimenti documentari riguardo al tutto furono necessari per indebolire la tua innata resistenza al concetto poetico."

Quando Eric Nordern gli chiese, nell'intervista con Playboy, se 2001: Odissea nello spazio fosse un film religioso, Kubrick disse
(Eric Nordern)
Nella stessa intervista egli inoltre incolpa la reazione negativa della critica a 2001 come segue:
(Eric Nordern)

## Interpretazioni allegoriche
Il film è stato visto da molte persone non solo come una storia letterale riguardo all'evoluzione e alle avventure nello spazio, ma come una rappresentazione allegorica degli aspetti di concetti filosofici, religiosi o letterari.

### Allegoria di Nietzsche
Il trattato filosofico di Friedrich Nietzsche, Così parlò Zarathustra, sul potenziale del genere umano, è citato in modo diretto dall'uso dell'inizio dell'omonimo poema sinfonico di Richard Strauss. Nietzsche scrive che l'uomo è un ponte fra la scimmia e l'Oltreuomo. In un'intervista al New York Times, Kubrick diede credito alle interpretazioni di 2001 basate su Zarathustra quando disse: "Qualcuno disse che l'uomo è il passaggio mancante fra le scimmie primitive e gli esseri umani civilizzati. Potreste anche dire che è intrinseco nella storia. Siamo semicivilizzati, capaci di cooperazione e affetto, ma necessitiamo qualche sorta di trasfigurazione in una più elevata forma di vita. L'uomo è in una condizione veramente instabile." Inoltre, nel capitolo Delle Tre Metamorfosi, Nietzsche identifica il bambino come l'ultimo gradino prima dell'Oltreuomo (dopo il cammello e il leone), prestando ulteriore supporto a questa interpretazione alla luce del "Bambino delle stelle" ("star-child", in inglese) che appare nelle scene finali del film.
Donald MacGregor ha analizzato il film nei termini di un lavoro differente, La nascita della tragedia, nella quale Nietzsche si riferisce al conflitto umano fra i modi di essere Apollinei e Dionisiaci. La parte Apollinea dell'uomo è razionale, scientifica, misurata e compassata. Per Nietzsche un modo di esistere puramente Apollineo è problematico, dal momento che mina la parte istintiva dell'uomo. L'uomo Apollineo manca di un senso di integrità, immediatezza e gioia primitiva. Non è un bene per una cultura l'essere totalmente Apollinea o Dionisiaca. Mentre il mondo delle scimmie all'inizio di 2001 è Dionisiaco, il mondo del viaggio verso la luna è totalmente Apollineo e HAL è un'entità interamente Apollinea. Il film di Kubrick uscì appena un anno prima del festival rock di Woodstock, un affare completamente Dionisiaco. MacGregor sostiene che David Bowman nella sua trasformazione abbia riacquisito il suo lato Dionisiaco.
Il conflitto fra l'interno Dioniso e Apollo dell'umanità è stato usato come una lente attraverso la quale vedere molti altri film di Kubrick: Arancia Meccanica, Dr. Stranamore, Lolita e Eyes Wide Shut.

### Allegoria del concepimento
2001 è stato descritto anche come un'allegoria della concezione umana, nascita e morte. In parte, questo può essere osservato attraverso i momenti finali del film, che sono definite dall'immagine del "Bambino delle stelle", un feto in utero che attinge al lavoro di Lennart Nilsson. Il bambino stellare simboleggia un "nuovo grande inizio", ed è ritratto nudo e indifeso, ma con gli occhi ben aperti.
Il giornalista neozelandese Scott MacLeod vede dei paralleli fra il viaggio della navicella e l'atto fisico del concepimento. Abbiamo la lunga navicella con la testa a forma di bulbo come lo spermatozoo, il pianeta di destinazione Giove (o il monolite che viaggia vicino a esso) come l'uovo e l'incontro dei due come l'innesco di una nuova razza di uomo (il "bambino stellare"). Il lungo spettacolo di luci pirotecniche a cui David Bowman assiste, che ha disorientato molti recensori, è visto da MacLeod come la prova di Kubrick nel ritrarre visivamente il momento del concepimento, quando il "bambino stellare" viene in essere.
Portando più lontano l'allegoria MacLeod sostiene che le scene finali nelle quali Bowman sembra vedere una versione di se stesso che invecchia rapidamente attraverso una "deformazione del tempo" è in effetti Bowman che assiste al declino e alla morte della sua stessa specie. La vecchia razza dell'uomo sta per essere rimpiazzata dal "bambino stellare", che è stato concepito dall'incontro fra la navicella spaziale e Giove. MacLeod vede anche dell'ironia nell'uomo come creatore (di HAL) sull'orlo dell'essere usurpato dalla sua stessa creazione. Distruggendo HAL, l'uomo respinge simbolicamente il suo ruolo di creatore e fa un passo indietro dall'orlo della sua stessa distruzione.
In modo simile, nel suo libro, The Making of Kubrick's 2001, l'autore Jerome Agel propone l'interpretazione che il Discovery One rappresenti sia un corpo (con vertebre) sia una cellula di sperma, con Bowman che è la "vita" nella cellula che viene trasmessa. In questa interpretazione, Giove rappresenta sia una femmina che un ovulo.

### Tripla allegoria di Wheat
Una estremamente complessa allegoria a tre livelli viene proposta da Leonard F. Wheat nel suo libro Kubrick's 2001: A Triple Allegory. Wheat afferma che "Molti... luoghi comuni (sul film) possono essere identificati come fallacei per riconoscere che 2001 è un'allegoria – una storia superficiale i cui personaggi, eventi e altri elementi raccontano simbolicamente una storia nascosta... Nel caso di 2001, la storia superficiale in effetti fa qualcosa senza precedenti nel cinema o nella letteratura: incarna tre allegorie." Secondo Wheat, le tre allegorie sono:
1. Il trattato filosofico di Friedrich Nietzsche, Così Parlò Zarathustra, che è segnalato dall'uso dell'omonima musica di Richard Strauss. Wheat nota il passaggio in Zarathustra descrivendo l'umanità come un acrobata in equilibrio fra la scimmia e l'Oltreuomo e sostiene che tutto il film mette in scena quell'immagine.
2. Il poema epico di Omero, L'Odissea, che è segnalata nel titolo del film. Wheat nota, per esempio, che il nome "Bowman" potrebbe fare riferimento a Odisseo, la cui storia finisce con una dimostrazione della sua bravura come arciere. Inoltre segue studiosi precedenti nel collegare HAL che ha un solo occhio con il Ciclope e nota che Bowman uccide HAL inserendo una piccola chiave, proprio come Odisseo acceca il Ciclope con un palo.[17] Wheat sostiene che l'intero film contiene riferimenti a quasi tutto ciò che accade a Odisseo nei suoi viaggi; per esempio egli interpreta le quattro astronavi viste orbitare attorno alla Terra immediatamente dopo la sequenza delle scimmie come rappresentanti Era, Atena, Afrodite e Eris, le protagoniste del Giudizio di Paride, che comincia il Ciclo Troiano degli eventi della Guerra di Troia che si conclude con l'Odissea di Omero.
3. La teoria di Arthur C. Clarke della futura simbiosi di uomo e macchina, estesa da Kubrick in quello che Wheat chiama "uno scenario con tre salti dell'evoluzione": dalla scimmia all'uomo, un salto mancato dall'uomo alla macchina e un finale salto di successo dall'uomo al "bambino stellare".[17]

Wheat usa gli anagrammi con esitazione, come prova a supporto delle sue tesi. Per esempio del nome Heywood R. Floyd scrive: "He suggerisce Helen – Elena di Troia. Wood (legno) suggerisce il cavallo di legno – il Cavallo di Troia. E oy suggerisce Troy (Troia)." Delle restanti lettere egli dice: "Y è lo spagnolo di e. R, F e L a turno sono ReFLect (riflettere)." Infine non c'è nulla che motivi che D possa stare per downfall (crollo), Wheat conclude che il nome di Floyd ha un significato nascosto: "Helen and Wooden Horse Reflect Troy's Downfall (Elena e il cavallo di legno riflettono la caduta di Troia)".

## Il monolite
Come molti elementi del film l'emblematico monolite è stato oggetto di innumerevoli interpretazioni, incluse quelle religiose, di alchimia, storiche ed evoluzionistiche. In qualche modo il reale modo in cui appare ed è presentato permette allo spettatore di proiettare su di esso tutti tipi di idee relative al film. Il Monolite nel film sembra rappresentare e perfino scatenare transizioni epiche nella storia dell'evoluzione umana, l'evoluzione dell'uomo da esseri simili a scimmie agli uomini civilizzati, perciò l'odissea dell'umanità.
Il monolite sembra rappresentare una specie di forza della quale non conosciamo la provenienza che stimola l'uomo nelle epoche, portandolo all'evoluzione.
Quando l'oggetto viene scoperto dalle scimmie esse ne vengono spaventate ma nel contempo affascinate: è una sorta di forma perfetta che stimola nella mente dell'australopiteco un senso della curiosità nei confronti dell'esistenza di un'entità superiore e più perfetta, sembra essere la pietra miliare di una strada che si biforca in due direzioni diverse ma parallele, identificabili con la scienza e la fede.
Sempre per questi due principi vediamo nella scena sulla luna un'équipe di ricercatori che impazziscono davanti a questa forma e quest'energia sconosciute, come se fosse l'amplificazione estrema del quesito sull'esistenza che ognuno di noi si pone quasi quotidianamente.
Verso la fine del film la comprensione diventa labile e ci porta quasi alla confusione, come se fossimo noi stessi ad avvicinarci al monolite.
È molto curiosa la rappresentazione del protagonista in forma fetale, che riporta tutto alla conclusione nichilista dell'interpretazione della realtà; il percorso verso il superomismo ci porta a essere bambini, a ridere davanti all'eterno ritorno dell'uguale. in poche parole Kubrick sembra volerci dire che non è essenziale capire la natura del monolite, ma semplicemente non possiamo che rimanere sconvolti dalla grandezza del suo significato simbolico.
La biografia di Vincent LoBrutto su Kubrick nota che per molti, il romanzo di Clarke è la chiave per la comprensione del monolite.:310 Analogamente, Geduld osserva che: "il monolite... ha una spiegazione davvero semplice nel romanzo di Clarke", nonostante lei affermi più in là che il romanzo non spiega a pieno il finale.
Il recensore di Rolling Stone, Bob McClay, vede il film come una sinfonia di quattro movimenti, la sua storia narrata con "deliberato realismo". Carolyn Geduld crede che quello che "strutturalmente unisce tutti i quattro episodi del film" è il monolite, il più grande e irrisolvibile enigma del film. Ogni volta che viene mostrato il monolite, l'uomo trascende a un livello diverso di cognizione, collegando i segmenti protostorico, futuristico e mistico del film: la recensione di McClay per Rolling Stone nota un parallelismo fra la prima apparizione del monolite in cui viene impartito l'uso dell'utensile alle scimmie e il compimento di "un'altra evoluzione" nel quarto e ultimo incontro con il monolite. In modo analogo, Tim Dirks conclude la sua sinossi dicendo: "L'evoluzione ciclica dalla scimmia all'uomo all'astronauta all'angelo-bambino-superuomo è completa".
Il monolite appare quattro volte in 2001: nella savana africana, sulla luna, nello spazio mentre orbita attorno a Giove e vicino al letto di Bowman prima della sua trasformazione. Dopo il primo incontro con il monolite vediamo che il leader delle scimmie ha un veloce flashback al monolite dopo il quale prende un osso e lo usa per romperne altri. Il suo uso come arma permette alla sua tribù di sconfiggere l'altra tribù di scimmie, la quale occupa la pozza d'acqua, che non ha imparato come usare le ossa come armi. Dopo la sua vittoria, il leader della scimmie lancia il suo osso nell'aria, dopodiché la scena passa a un'arma orbitante quattro milioni di anni dopo, insinuando che la scoperta dell'osso come arma ha inaugurato l'evoluzione umana, perciò la molto più avanzata arma orbitante quattro milioni di anni più tardi.
Il primo e il secondo incontro dell'umanità con il monolite hanno elementi visivi in comune; sia le scimmie che più tardi gli astronauti, toccano il monolite con cautela con le mani ed entrambe le sequenze si concludono con le immagini quasi identiche del sole che appare direttamente sopra il monolite (la prima con la luna crescente adiacente a esso nel cielo, la seconda con una Terra crescente quasi identica nella stessa posizione), entrambe echeggianti l'allineamento sole-terra-luna visto all'inizio del film. Anche il secondo incontro suggerisce l'innesco del segnale radio del monolite verso Giove tramite presenza degli umani, che echeggia la premessa della storia di Clarke "La Sentinella".
Nel senso narrativo più letterale, come si trova nel romanzo scritto contemporaneamente, il monolite è uno strumento, un manufatto di una civiltà aliena. Si presenta in molte forme e molti luoghi, sempre con lo scopo di fare avanzare la vita intelligente. Arthur C. Clarke fa riferimento a esso come "l'alieno coltellino svizzero"; o come Heywood Floyd immagina in 2010 "un emissario per un'intelligenza oltre la nostra, una forma di qualche tipo per qualcosa che non ha forma".
Il fatto che il primo strumento usato dai primati sia un'arma per commettere un omicidio è solo una delle domande impegnative evoluzionistiche e filosofiche poste dal film. Il collegamento dell'utensile al giorno d'oggi è fatto dal famoso abbinamento grafico dall'osso/strumento che vola nell'aria all'arma che orbita attorno alla Terra. Al tempo della produzione del film la corsa allo spazio era in piena attività e l'uso dello spazio e la tecnologia per la guerra e la distruzione venne visto come una grande sfida per il futuro.
Ma l'uso dell'utensile ha anche permesso all'umanità di sopravvivere e prosperare nei successivi quattro milioni di anni, al punto in cui il monolite fa la sua seconda apparizione, questa volta sulla Luna. Su uno scavo, dopo essere rimasto sepolto sotto la superficie lunare per quattro milioni di anni, il monolite viene esaminato dagli umani per la prima volta ed emette un potente segnale radio — il cui obiettivo diventa la missione Discovery One.
Leggendo i commenti di Clarke o di Kubrick questa è l'apparizione del monolite più trasparente. È "chiamare casa" per dire, in effetti, "loro sono qui!" Qualche specie visitate molto tempo fa non ha soltanto evoluto l'intelligenza, ma l'intelligenza sufficiente per realizzare il viaggio nello spazio. L'umanità ha lasciato la sua culla ed è pronta per il prossimo passo. Questo è il punto di contatto con il precedente racconto di Clarke, "La Sentinella", originariamente citato come la base dell'intero film.
La terza volta che vediamo un monolite marcare l'inizio della sequenza più criptica e psichedelica del film, le interpretazioni delle ultime due apparizione del monolite sono tanto varie quanto gli spettatori del film. È uno "star gate", qualche gigantesco router o trasportatore cosmico? Sono tutte visioni della mente di Bowman? E perché finisce in una suite di un hotel cosmico alla fine?
Secondo Michael Hollister nel suo libro Hollyworld il percorso oltre l'infinito viene introdotto dall'allineamento verticale dei pianeti e delle lune con un monolite perpendicolare a formare una croce, come se l'astronauta stesse per diventare un nuovo salvatore. Bowman vive i suoi anni da solo in una stanza neoclassica, allegramente illuminata da sotto, che evoca l'Illuminismo, decorata con arte classica.
Quando la vita di Bowman passa rapidamente in questa stanza neoclassica, il monolite fa la sua ultima apparizione: sta ai piedi del suo letto mentre si avvicina alla morte. Alza un dito verso il monolite, un gesto che allude alla Creazione di Adamo di Michelangelo, con il monolite che rappresenta Dio.
Il monolite è il soggetto dell'ultima riga di dialogo del film (pronunciata alla fine del segmento "Missione Giove"): "La sua origine e il suo scopo restano un totale mistero". I recensori McClay e Roger Ebert hanno notato che il monolite è il maggior elemento di mistero nel film, Ebert scrive dello "shock dei bordi dritti del monolite e gli angoli squadrati fra le rocce segnate dalle intemperie", e descrive le scimmie che cautamente lo circondano come prefigurando l'uomo che raggiunge "le stelle". Patrick Webster suggerisce che la frase finale sia collegata a come il film necessiti di essere avvicinato come un tutt'uno, notando "la frase appone non semplicemente alla scoperta del monolite sulla luna, ma alla nostra comprensione del film alla luce delle domande finali che pone riguardo al mistero dell'universo".
Gerard Loughlin affermò in un libro del 2003 che il monolite è la rappresentazione di Kubrick dello stesso schermo del cinema: "è un concetto cinematico, si gira il monolite sul suo lato e si ha lo schermo del cinemascope in formato ridotto, il rettangolo bianco su cui appare il bambino stellare, come l'intero film di Kubrick." Il critico cinematografico Rob Ager ha prodotto un saggio in video abbracciando questa teoria. L'accademico Dan Leberg si è lamentato che Ager non abbia citato Loughlin.

## HAL 9000
HAL 9000 è stato paragonato al Mostro di Frankenstein. HAL è un'intelligenza artificiale, una forma di vita senziente e sintetica. Secondo John Thurman, l'esistenza di HAL è un abominio, come il mostro di Frankenstein. "Mentre forse non è apertamente mostruoso, il vero carattere di HAL è implicato dalla sua "deformazione" fisica. Come un Ciclope, egli fa affidamento su un solo occhio, esempi del quale sono installati nell'astronave. Il punto di vista distorto e grandangolare viene mostrato diverse volte — particolarmente nell'estrazione degli astronauti ibernati (dei quali tutti verranno poi uccisi da HAL)."
Kubrick sottolinea la connessione con Frankenstein, tramite una scena che riproduce virtualmente lo stile e il contenuto di una scena di Frankenstein di James Whale, del 1931. La scena in cui il mostro di Frankenstein viene mostrato per la prima volta libero è presa per rappresentare il primo omicidio da parte di HAL di un membro dell'equipaggio del Discovery One — la capsula vuota, sotto il controllo di HAL, estende le proprie gambe e "mani" e parte per uno "scatto d'ira" diretto verso l'astronauta Poole. In ogni caso, è la prima volta in cui la reale natura odiosa del "mostro" può essere ritenuta tale, e appare solo a metà del film.
Clarke ha suggerito in interviste, nel suo romanzo originale e in una bozza grezza della sceneggiatura che gli ordini di HAL di mentire agli astronauti (più specificatamente, celando la vera natura della missione) lo hanno reso "folle". Il romanzo include la frase "[HAL] ha vissuto una menzogna" — una situazione difficile per un'entità programmata per essere il più affidabile possibile. O com'è opportuno, data la sua predisposizione a "vincere solo il 50% delle volte" a scacchi, per fare in modo che gli astronauti umani si sentano in competizione. Clarke dà anche una spiegazione agli effetti di malattia di HAL cui viene ordinato di mentire in termini di computer, e anche in termini psicologici, dicendo che HAL viene preso in un "Nastro di Mobius".
Mentre il film resta ambiguo si può avere prova nel film che dal momento che HAL era istruito per ingannare gli astronauti della missione riguardo alla vera natura di essa, e che l'inganno apre un vaso di Pandora di possibilità. Durante una partita a scacchi, nonostante fosse facilmente vittorioso contro Frank Poole, HAL commette un sottile errore nell'uso della notazione descrittiva per descrivere una mossa e descrivendo uno scacco matto, fallisce nel menzionare le mosse che Poole avrebbe potuto fare per ritardare la sconfitta. Poole viene visto mimare con la bocca le sue mosse a se stesso, durante la partita, e viene svelato più tardi che HAL può leggere il labiale. La conversazione di HAL con Dave Bowman appena prima dell'errore diagnostico dell'unità AE-35 che comunica con la Terra è una sessione di botta e risposta alquanto paranoica ("Sicuramente non si può essere all'oscuro delle strane teorie che circolano... voci di qualcosa che è stato scovato sulla luna...") dove HAL costeggia vicino alla questione principale riguardo alla quale egli sta celando informazioni. Quando Dave dice: "Stai producendo il tuo resoconto sulla psicologia dell'equipaggio" HAL impiega qualche secondo per rispondere affermativamente. Immediatamente dopo questo scambio sbaglia nel diagnosticare l'unità antenna. HAL è stato introdotto all'unico e alieno concetto della disonestà umana. Egli non ha una conoscenza sufficientemente stratificata dei motivi umani per afferrare la necessità di ciò e arrancando nell'aggrovigliata rete delle complicazione del mentire finisce preda dell'errore umano.
Il successivo film 2010 elabora ulteriormente la spiegazione di Clarke per il guasto di HAL. Mentre HAL era stato ordinato di negare la vera missione all'equipaggio, era stato programmato a un livello profondo per essere completamente accurato e infallibile. Questo conflitto fra due direttive lo ha portato a prendere ogni misura per prevenire che Bowman e Poole scoprissero dell'inganno. Una volta che Poole è stato ucciso gli altri vengono eliminati per rimuovere ogni testimonianza del suo fallimento nel completare la missione.
Un aspetto interessante della situazione di HAL, notato da Roger Ebert, è che questo computer apparentemente perfetto tra tutti i personaggi è quello che si comporta nella maniera più umana. Ha raggiunto i livelli dell'intelligenza umana e sembra avere sviluppato i tratti umani di paranoia, gelosia e altre emozioni. Al contrario, i personaggi umani si comportano da macchine, compiendo freddamente i loro incarichi in una maniera meccanica, siano essi incarichi giornalieri di operare il loro veicolo e perfino sotto estrema costrizione quando Dave deve seguire l'omicidio di Frank da parte di HAL. Per esempio, Frank Poole guarda una trasmissione di una festa dai suoi genitori con quella che sembra apparire completa apatia.

## Natura militare dei satelliti orbitanti
Stanley Kubrick originariamente voleva che quando il film fa il suo famoso taglio, dall'osso-arma preistorico al satellite orbitante, il secondo e gli addizionali tre satelliti mostrati fossero mostrati come armi nucleari orbitanti da un narratore fuori campo che parlava del punto morto del nucleare. Inoltre, Kubrick voleva che il bambino stellare detonasse le armi alla fine del film. Con il tempo Kubrick decise che questo avrebbe creato troppe associazioni con il precedente film Dr. Stranamore e decise di non rendere così ovvio che esse fossero "macchine da guerra". Kubrick si scontrò anche con il fatto che durante la produzione del film, gli Stati Uniti e l'USSR avevano concordato di non mettere nessuna arma nucleare nello spazio, firmando il Trattato sullo spazio extra-atmosferico.
Alexander Walker in un libro che egli scrisse con l'assistenza e l'autorizzazione di Kubrick, dice che Kubrick alla fine decise che come armi nucleari le bombe non avevano "nessuno spazio nello sviluppo della tematica del film", essendo ora "falsa pista orbitante" che avrebbe "soltanto sollevato domande irrilevanti per insinuare che questa fosse una realtà del ventunesimo secolo".
Nel documentario canadese per la televisione 2001 and Beyond (2001 e oltre), Clarke disse che non solo lo scopo militare dei satelliti "non era stato scritto nel film, non c'è nessun motivo perché lo fosse", ripetendo più tardi in questo documentario che "Stanley non voleva avere niente a che fare con le bombe dopo Dr. Stranamore".
In un'intervista al New York Times nel 1968 Kubrick fece riferimento ai satelliti solo come "astronavi", così come l'intervistatore, ma egli osservò che il taglio dall'osso all'astronave mostra che essi si siano evoluti da "osso-come-arma", dicendo: "È semplicemente un fatto osservabile che tutta la tecnologia dell'uomo va oltre la sua scoperta dell'arma-strumento".
Nulla nel film richiama l'attenzione sullo scopo dei satelliti. James John Griffith, in una nota a piè pagina nel suo libro Adaptations As Imitations: Films from Novels, scrisse "Mi chiederei, per esempio, come diversi critici, commentando il taglio che collega la preistoria e il futuro dell'umanità, possano identificare — senza riferimenti al romanzo di Clarke — il satellite come arma nucleare".
Arthur C. Clarke, nel documentario televisivo 2001: The Making of a Myth, descrisse la sequenza osso-a-satellite nel film, dicendo: "L'osso va verso l'alto e diventa ciò che si presuma sia una bomba spaziale orbitante, un'arma nello spazio. Bene, ciò non è chiarito, semplicemente lo riteniamo una specie di veicolo spaziale in salto di tre milioni di anni". L'ex assistente alla ricerca della NASA Steven Pietrobon scrisse: "La nave orbitante vista quando facciamo il balzo dall'Alba dell'uomo all'epoca contemporanea dovrebbero essere piattaforme armate che trasportano dispositivi nucleari, nonostante il film non lo chiarisca."
La maggior parte dei critici cinematografici, inclusa la famosa autorità di Kubrick, Michel Ciment, interpretarono i satelliti come astronavi generiche (possibilmente dirette verso la Luna).
La percezione che i satelliti siano armi nucleari persiste nelle menti di alcuni spettatori (e di alcuni scienziati). Dato il loro aspetto ci sono affermazioni di membri dello staff di produzione che fanno ancora riferimento a esse come armi. Walker, nel suo libro Stanley Kubrick, Director, notò che nonostante le bombe non andassero più bene con i rivisti interessi tematici di Kubrick, "Ciò nonostante, dai marchi nazionali ancora visibili sul primo e sul secondo veicolo spaziale che vediamo, possiamo dedurre che siano le bombe russe e americane."
In modo analogo Walker in un saggio successivo affermò che due delle astronavi viste circolare attorno alla Terra avrebbero dovuto essere armi nucleari, dopo avere affermato che le prime scene del film "insinuano" lo stallo nucleare. Pietrobon, che era un consulente per 2001 al sito web Starship Modeler riguardo agli arredi scenici del film, osserva piccoli dettagli sui satelliti come lo stemma dell'Air Force e "cannoni".
Nel film, sui satelliti in questione si possono notare i simboli delle aeronautiche dei seguenti paesi: Stati Uniti con la coccarda dell'US Air Force, Germania Ovest con la coccarda della Luftwaffe (Bundeswehr) (insieme alla bandiera), Cina con la coccarda della Forza Aerea della Cina, Francia con la coccarda dell'Armée de l'air. Le insegne, in parte, sono riportate con ordine cronologico diverso anche in una prima bozza della sceneggiatura.
Lo staff di produzione che continua a fare riferimento alle "bombe" (oltre a Clarke) include il progettista di produzione Harry Lange (ex illustratore di un'agenzia spaziale), che mostrato le bozze originali della produzione, dall'uscita del film, per tutte le astronavi, a Simon Atkinson, che dice di avere visto "le bombe orbitanti". Fred Ordway, il consulente scientifico del film, mandò un promemoria a Kubrick dopo l'uscita del film, elencando delle modifiche suggerite al film, più che altro lamentandosi della narrazione mancante e delle scene ridotte. Una voce dice: "Senza avvertimento, tagliamo alle bombe orbitanti. E a una breve narrazione introduttiva, togliendo la versione attuale". Molti dello staff di produzione hanno aiutato nella scrittura del libro di Jerome Agel del 1970 sulla produzione del film, nel quale le didascalie descrivono gli oggetti come "satelliti orbitanti che trasportano armi nucleari". L'attore Gary Lockwood (l'astronauta Frank Poole) del commento audio del DVD dice che il primo satellite è un'arma, rendendo il famoso taglio dall'osso al satellite un "taglio arma-ad-arma". Diverse recensioni recenti del film, più che altro della versione in DVD, fanno riferimento a satelliti armati, possibilmente influenzati dal commento audio di Gary Lockwood.
Alcuni lavori pubblicati da scienziati sull'esplorazione dello spazio o armi spaziali tangono 2001: Odissea nello spazio e ritengono almeno alcuni dei satelliti orbitanti armi spaziali. Infatti, dettagli ricavati con input da esperti dell'industria spaziale, come la struttura sul primo satellite cui Pietrobon fa riferimento come a una "conning tower", concordano con il concetto originale disegnato per la piattaforma della bomba nucleare. I modellisti li identificano in modi diversi. Da una parte, la mostra di 2001 (di quell'anno) al Tech Museum a San Jose e ora online (con un abbonamento) fanno riferimento solo a "satelliti", mentre una mostra speciale di modellismo a Porte de Versailles a Paris tenutasi nel 2001 (chiamata 2001 l'odyssée des maquettes, 2001: l'odissea dei modellisti) descrissero apertamente le loro ricostruzioni del primo satellite come le "Piattaforma Orbitanti Armate degli Stati Uniti". Alcuni, ma non tutti, costruttori di modelli spaziali o modellisti dilettanti fanno riferimento a queste entità come bombe.
La percezione che i satelliti siano bombe persiste nella mente di alcuni ma in nessun modo di tutti i commentatori del film. Questo potrebbe influire sulla lettura di qualcuno del film nell'insieme. Ha notato l'autorità di Kubrick Michel Ciment, discutendo il comportamento di Kubrick verso l'istinto e l'aggressività umana, osserva: "L'osso scagliato nell'aria dalla scimmia (ora divenuta un uomo) viene trasformato all'altro estremo della civiltà, da una delle improvvisi ellissi caratteristiche del regista, in un'astronave sulla strada verso la luna." In contrasto alla lettura di Ciment di un taglio a un sereno "altro estremo della civiltà", lo scrittore di fantascienza Robert Sawyer, parlando nel documentario canadese 2001 and Beyond, lo vede come un taglio da un osso a una piattaforma di armi nucleari, spiegando che "ciò che vediamo non è quanto siamo saltati in avanti, ciò che vediamo è che oggi, '2001', e quattro milioni di anni fa sul veld africano, è esattamente la stessa cosa — il potere dell'umanità è il potere delle sue armi. È una continuazione, non un'interruzione in quel salto."
Kubrick, notoriamente riluttante nel fornire qualsiasi spiegazione del suo lavoro, non ha mai affermato in pubblico la funzione dei satelliti orbitanti, preferendo invece lasciare dedurre agli spettatori quale potrebbe essere il loro scopo.